# Lihasaaret
Lihasaaret, nordsamiska: Uážžisuolluuh, är en ö i Finland. Den ligger i sjön Enare träsk och i kommunen Enare i den ekonomiska regionen Norra Lappland och landskapet Lappland, i den norra delen av landet, 1 000 km norr om huvudstaden Helsingfors. Öns area är 1,28 kvadratkilometer och dess största längd är 1,8 kilometer i sydöst-nordvästlig riktning.  Notera att namnet antyder att det är fråga om flera öar.